# Lleis Jim Crow

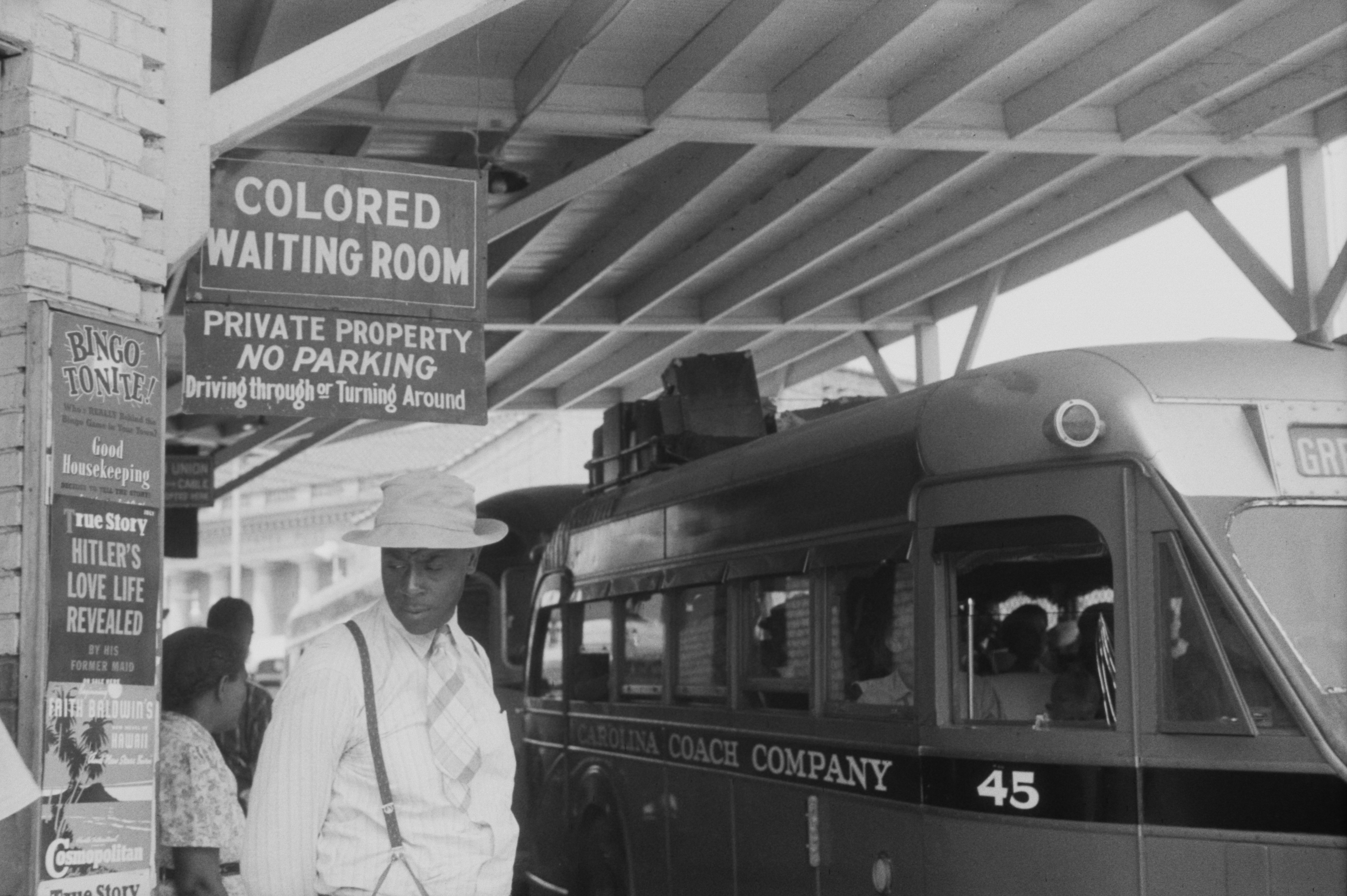
Sala d'espera per a negres en una estació de bus a Durham (Carolina del Nord)

Les lleis de Jim Crow van ser lleis estatals i locals dels Estats Units promulgades entre 1877 i 1964. Representaren un mandat per a la segregació racial de iure en tots els establiments públics als estats del sud de l'antiga Confederació, amb, a partir de 1890, un estatus de «separats però iguals» per als afroamericans. La separació portà a la pràctica a un restabliment de les condicions dels afroamericans, que tendiren a ser inferiors a les previstes pels americans blancs, sistematitzar una sèrie de desavantatges econòmics, educatius i socials. La segregació de iure s'aplicà principalment als Estats Units del Sud. La segregació al Nord va ser en general de facto, amb els patrons de segregació en matèria d'habitatge forçats en contractes de lloguer, en pràctiques de préstecs bancaris i la discriminació laboral, incloses les pràctiques discriminatòries sindicals durant dècades.